# Els tres mosqueters
|  | Per a altres significats, vegeu «Els tres mosqueters (desambiguació)». |

Els tres mosqueters (títol original en francès: Les Trois Mousquetaires) és una obra escrita en francès per Alexandre Dumas publicada originalment en forma de fulletó a la revista Le Siècle entre el març i el juliol de l'any 1844 i reeditada en forma de llibre per l’editorial Baudry. Posteriorment, Dumas escriuria dues seqüeles, “Vint anys després” (1845) i “El Vescomte de Bragelonne” (1847) que conjuntament serien conegudes com “les novel·les de D'Artagnan”.
La novel·la, ambientada en el regnat de Lluís XIII de França, narra les aventures de d'Artagnan, un jove gascó que viatja a la cort per unir-se als mosqueters en la defensa del rei dels enemics externs i les intrigues internes, sobretot del cardenal Richelieu. D'Artagnan és de procedència humil però el seu pare coneixia el capità de la guàrdia dels Mosqueters, que accepta rebre'l en una entrevista. Abans d'aquesta entrevista, el jove gascó ja ha aconseguit enemistar-se per diversos motius amb tres mosqueters: Athos, Porthos i Aramis. Tots tres l'han desafiat a sengles duels, però quan s'ha de celebrar el primer, contra Athos, apareix acompanyat dels altres dos mosqueters com a testimonis. A partir d'aquí, l'obra segueix les convencions de la novel·la d'aventures, amb enfrontaments a espasa i una possible història d'amor, i va esdevenir un clàssic.
Se n'han fet diverses adaptacions al cinema, tant a França com a Hollywood, i fins i tot ha inspirat una sèrie de dibuixos animats on els personatges eren gossos: D'Artacan i els tres gossos mosqueters.

## Argument

### L’arribada a París

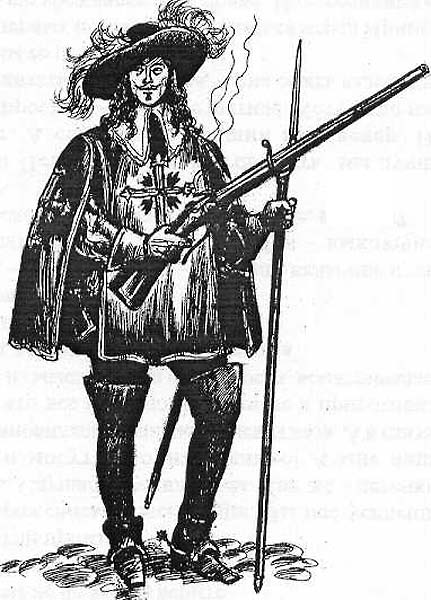
Un mosqueter de la Guàrdia, cap al 1660.

La història s'inicia el 1625 a França durant el regnat de Lluís XIII. El protagonista és el jove D'Artagnan, nascut en una família noble de Gascunya vinguda a menys. D'Artagnan abandona casa seva i marxa a París per complir el seu somni: convertir-se en un mosqueter de la «Companyia de Mosqueters del Rei». Per aconseguir-ho porta una carta escrita pel seu pare al senyor de Tréville, capità de la companyia de mosqueters, que també és gascó i va ser company seu a les guerres d'Enric IV. En passar pel llogaret de Meung, el jove gascó es veu embolicat en una baralla amb un cavaller misteriós (que més endavant es revelarà com el comte de Rochefort), quedant ferit i inconscient. Quan recupera la consciència, s'adona que el cavaller ha robat la seva carta de presentació.
Ja a París, D'Artagnan, després d'una breu i freda entrevista amb el Senyor de Trèville el qual l’avisa contra el misteriós cavaller de Meung, és reptat a un duel per tres mosqueters de manera successiva: Athos, Porthos i Aramis. A l’hora convinguda per al primer duel, contra Athos, D’Artagnan descobreix que els tres mosqueters són amics per lo que aquest es presenta acompanyat dels altres dos com a testimonis. Quan està a punt de començar el duel són interromputs pels guàrdies del cardenal Richelieu que amenacen d'arrestar-los perquè els duels estan prohibits. Els tres mosqueters i D'Artagnan s'uneixen per derrotar els guàrdies del cardenal. Gràcies a aquest fet, el gascó es guanya el respecte i l'amistat dels tres mosqueters, que es tornen camarades inseparables, així com el favor del Senyor de Trèville. Després d'una entrevista amb el rei Lluís XIII, que per la seva rivalitat amb el cardenal queda encantat amb D'Artagnan, aquest últim és acceptat com a cadet d'un regiment de la Guàrdia Reial al comandament del senyor d'Essarts, esperant la possibilitat d'arribar a ser mosqueter.

### Elscapçatsde la reina

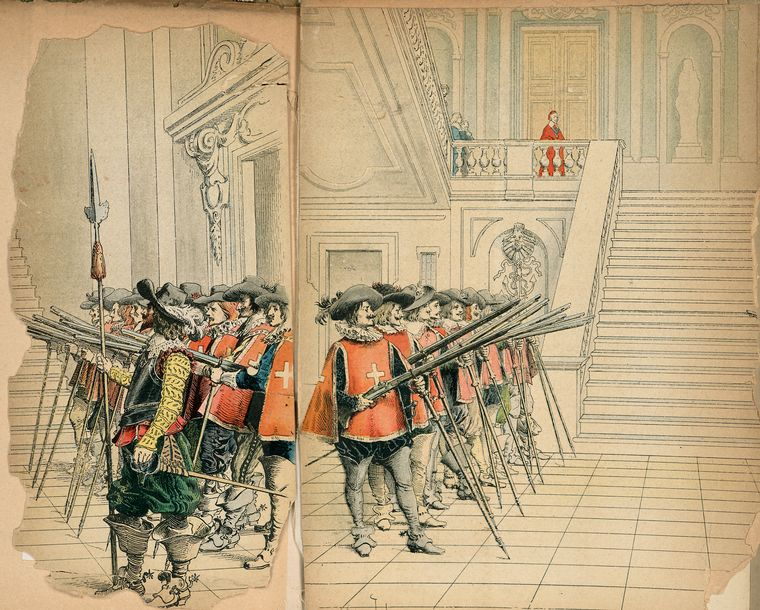
Representació dels mosqueters del cardenal, els grans rivals dels mosqueters del rei.

D'Artagnan troba allotjament i pren com a criat Planchet. T coneix la jove i bonica Constance esposa del vell propietari senyor Bonacieux, de qui s'enamora immediatament. Constance i D'Artagnan ajuden la reina de França, Ana d'Àustria i el duc de Buckingham a mantenir una cita secreta al palau del Louvre. A la cita, la reina regala al seu amant una caixa de fusta que conté dotze capçats de diamants, que originalment se'ls havia regalat el seu marit Lluís XIII. Informat del regal pels seus espies, el cardenal Richelieu persuadeix el rei perquè organitzi un ball en honor a la reina, on s'espera que ella llueixi els capçats, amb l'esperança d’aconseguir que el rei s'adoni que la seva esposa manté una història d'amor amb Buckingham.
Constance intenta que el seu marit vagi a Londres a recuperar els capçats però aquest havia estat detingut, portat a presència del cardenal i obligat a espiar la seva dona. Per això, s'hi nega i la delata al Comte de Rochefort. D'Artagnan s'ofereix a fer-ho i els quatre amics amb els seus lacais marxen vers Anglaterra. Després d'una sèrie d'aventures en les que Porthos, Aramis i Athos queden fora de combat per culpa dels agents del cardenal, D'Artagnan aconsegueix veure Buckingham. Aquest descobreix que li han robat dos dels dotze capçats i tenint la certesa que ha estat obra de la comtessa de Winter, tanca els ports anglesos per evitar que els pugui entregar al cardenal i, a la vegada, ordena al seu joier fer-ne dues rèpliques dels que falten que lliura a D'Artagnan juntament amb els originals. El gascó torna a França i aconsegueix entregar-los a la reina Anna just a temps per salvar el seu honor, per a vergonya del cardenal, que és posat en evidència davant del Rei. Com a venjança, la nit següent Constance és segrestada pels agents de Richelieu.

### Elsetge de La Rochelle
D'Artagnan parteix per retrobar els seus amics i a Amiens, on havia quedat Athos, aquest li explica la història d'un noble i la seva dona, a qui havia penjat en descobrir que estava marcada amb una flor de lis a l'espatlla. Poc després, borratxo, Athos reconeix sense voler que ell és en realitat el noble de la història. D'Artagnan i els seus amics, ara recuperats de les seves ferides, tornen a París per preparar l'adquisició de l'equip necessari per participar en la campanya del setge de La Rochelle. D'Artagnan es presentat oficialment a Milady de Winter i tot i que la reconeix com una de les agents del cardenal, s'enamora d'ella. Aviat s'assabenta que ella no l'estima. Amb l'ajuda d'una criada anomenada Ketty, a qui prèviament ha seduït, se les enginya per passar una nit amb Milady, fent-se passar a la foscor pel seu amant, el Comte de Wardes. Però poc després i després d'haver fet l’amor, aquesta vegada sense disfresses, D'Artagnan descobreix el terrible secret de Milady: té una flor de lis gravada a foc a l'espatlla, que la marca com a delinqüent. Milady reacciona intentant matar-lo però aquest aconsegueix escapar.
D'Artagnan comparteix amb Athos el descobriment i aquest té la certesa que ha de ser la seva esposa. En aquell moment han de deixar París per anar a La Rochelle, on el setge de la ciutat protestant està tenint lloc. Milady fa diversos intents d’assassinar D'Artagnan dins i al voltant de La Rochelle però fracassa. Gràcies a l'ajuda d'Aramis, que és amant de la duquessa de Chevreuse, confident de la reina, D'Artagnan s'assabenta que la reina ha aconseguit treure Constance de la presó i que està amagada en un convent. Una nit, els mosqueters escolten per casualitat una conversa entre el cardenal i Milady, en què Richelieu li demana assassinar el duc de Buckingham ja que dona suport als rebels protestants de La Rochelle. Ella demana a canvi la mort de D'Artagnan. El cardenal expedeix llavors un salconduit a Milady que excusa les accions del portador com a ordres del mateix cardenal. Athos s'enfronta a la seva exesposa i l'obliga sota amenaça de mort a donar-li el salconduit.

### La fi de Milady
Acabada la guerra, el cardenal permet a D'Artagnan ingressar als Mosqueters. A causa de la guerra entre França i Anglaterra, qualsevol intent per part dels mosqueters per advertir el duc de Buckingham sobre Milady seria considerat delicte de traïció a la pàtria, però són capaços d'enviar Planchet amb una carta al cunyat de Milady (lord Winter), que per la seva banda sempre ha sospitat que Milady va matar el seu germà. En arribar a Anglaterra Milady és empresonada per lord Winter que s'ha assabentat del seu passat i dels seus plans relatius a Buckingham. Aquesta sedueix el seu purità carceller John Felton i el convenç, no només per ajudar-la a escapar, sinó també d’assassinar Buckingham. Després d'avisar el cardenal dels fets, s'amaga al monestir de Béthune, al nord de França, on, per a sorpresa seva hi troba Constance. Fingint-se amiga seva, Milady esbrina que D'Artagnan arribarà al monestir en qualsevol moment per rescatar-la i aconsegueix escapar just abans de l'arribada dels quatre mosqueters. Abans, però, es venja enverinant Constance que mor minuts després als braços del seu estimat.
Els quatre mosqueters, juntament amb Lord de Winter decideixen trobar Milady i jutjar-la. A l'expedició també hi figura un misteriós home emmascarat, amb una capa vermella. Després de trobar Milady, organitzen un simulacre de judici contra ella en què l'acusen de l'assassinat de Constance i del duc de Buckingham, dels intents d'assassinar D'Artagnan i de l'assassinat del seu difunt marit, Lord de Winter (Comte, germà gran del Baró). En aquell moment Athos afegeix que Milady, la seva dona, és una criminal marcada amb una flor de lis a l'espatlla. Quan la comtessa exigeix que Athos presenti el botxí que la va marcar, l'home amb la capa vermella s'avança i es descobreix. Ella el reconeix immediatament, el qual narra com va ser marcada després de seduir i corrompre el seu germà, un sacerdot, que després es va penjar per remordiments. Després de ser condemnada a mort és decapitada.
Després de l'execució els quatre mosqueters tornen a La Rochelle. Pel camí es troben amb el comte de Rochefort que viatjava a Armentières per trobar-se amb Milady. Rochefort també té una ordre d'arrestar D'Artagnan per alta traïció i espionatge. Quan el gascó es presenta davant de Richelieu, li explica tota la veritat sobre Milady, i admet que ell i els seus amics ja han jutjat, l’han condemnat i executat. A continuació li presenta a Richelieu el salconduït que Athos li havia entregat. Richelieu, impressionat per l'enginy de D'Artagnan, i com que ja ha aconseguit el que volia de Milady, ofereix al jove mosqueter un despatx com a tinent de mosqueters, amb el nom en blanc. El cardenal fa entrar Rochefort i demana als homes que estiguin en bons termes i es facin amics. El llibre acaba amb D'Artagnan oferint el despatx de tinent a cadascun dels seus amics, però cap accepta i Athos hi escriu el nom de D'Artagnan.

## Base històrica

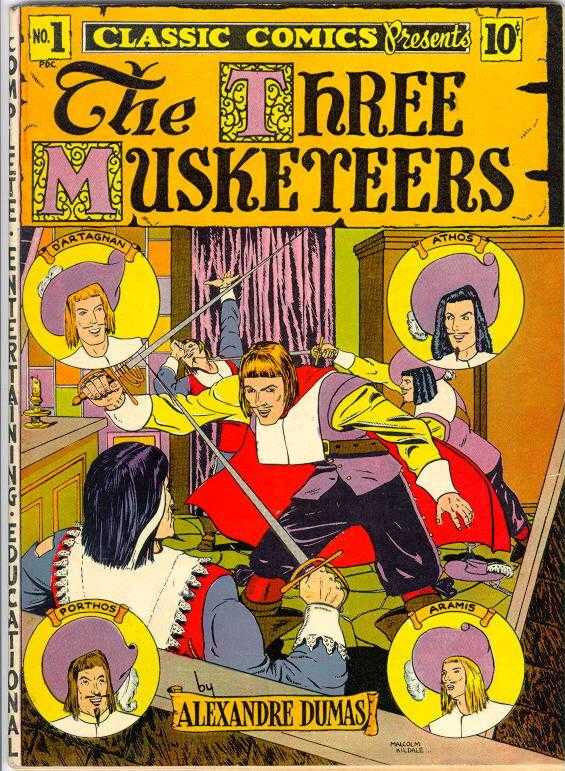
Three Musketeers, número 1, Classic Comics, publicat el 1941, va ser un dels primers còmics d'aquesta temàtica.

Per a escriure la novel·la, Dumas es va basar en un manuscrit de la Bibliothèque Nationale, en concret “Mémoires de Monsieur D’Artagnan”, biografia d´un mosqueter del rei escrita per Gatien de Courtilz de Sandras. Abans de dedicar-se a l'activitat literària i intel·lectual, De Sandras havia estat membre dels mosqueters i com a tal va compartir amb D’Artagnan bona part de les seves accions militars. D'Artagnan es deia en realitat Charles Ogier de Batz, comte d'Artagnan, nascut al voltant de 1612 al castell de Castelmore, a la Gascunya. Nascut el 1611, gràcies a la seva condició de noble gascó va ingressar a la unitat dels mosqueters, de la qual va arribar a ser capità. Les seves aventures van tenir lloc sota el govern del cardenal Mazarino, i no amb Lluís XIII i Richelieu. No es va veure mai embolicat en conspiracions ni rivalitats sinó que va ser un lleial servidor al rei i a Mazarino que va morir el 1673 al setge de Maastricht durant la guerra franco-holandesa.